# 지진학

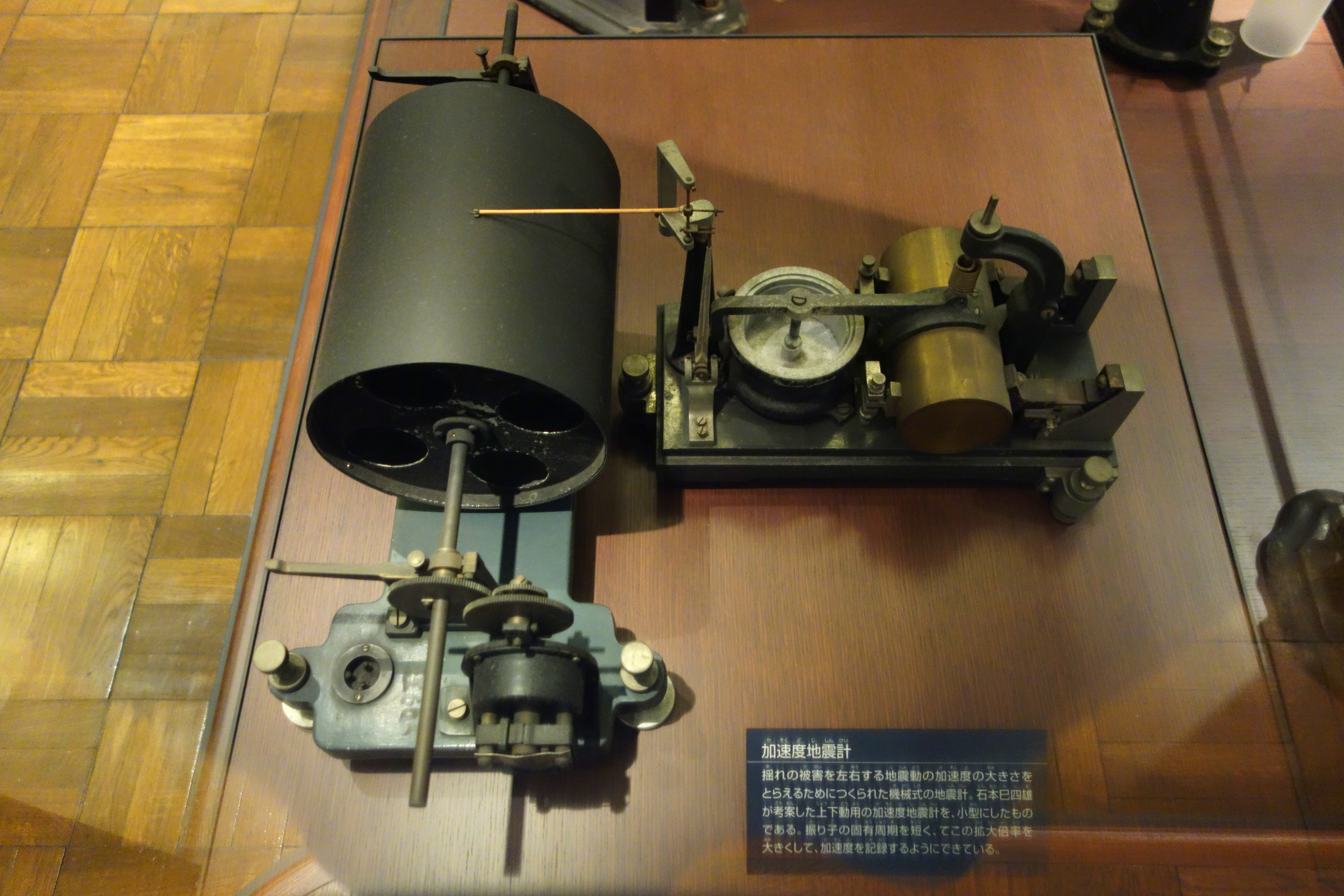
지진으로 발생한 지진파를 감지하는 데 사용하는 대표적인 기계인 지진계의 모습

지진학(地震學, Seismology; /saɪzˈmɒlədʒi, saɪs-/)은 지구물리학의 하위항목으로, 지진(과 더 나아가 전반적인 자연적 흔들림 현상)과 지구 및 지구 외 다른 행성에서의 탄성파 전파를 연구하는 학문이다. 또한 지진 그 자체 외에도 지진해일과 같이 지진으로 동반되는 여러 영향과 화산, 지구조, 빙하, 조석, 해양, 대기, 심지어는 폭발로 인한 인위적 흔들림에까지 이르기에까지 여러 지진원도 연구한다. 이와 관련된 학문으로 지질학을 이용해 과거에 발생했던 지진에 대한 정보를 추론하는 분야인 고지진학도 있다. 시간에 따른 지구의 움직임을 기록한 파형을 지진기록이라고 부른다. 지진학을 연구하는 학자를 지진학자(seismologist)라고 부른다.

## 어원
지진학의 영어 단어인 'Seismology'는 고대 그리스어에서 지진을 뜻하는 "σεισμός" (seismós)와 학문을 뜻하는 "-λογία"(-logía)의 합성어에서 유래했다.

## 역사

### 고대
지진에 대한 학문적인 관심은 고대서부터 시작되었다. 대표적인 고대 학자로 탈레스 (c. 585 BCE), 아낙시메네스 (c. 550 BCE), 아리스토텔레스 (c. 340 BCE), 장형 (132 CE)이 지진의 원인에 대해 추측했다.
고대 그리스에서는 자연철학자인 아낙시메네스가 지진은 흙의 부재로, 즉 대지의 구덩이 안으로 흙이 함몰되어 지진이 일어난다고 생각했다. 아낙사고라스는 지진이 지하에 물이 심하게 흘러내려서 발생하는 것이라고 생각했다. 이후 아리스토텔레스는 4원소설을 주창하면서 지진은 땅에서 증기와 같은 프네우마가 밖으로 분출하면서 발생한다고 주장했다. 이를 종합해 소 세네카는 땅 속에서 공기가 분출하여 공동이 생기고 이 공동이 무너지면서 지진이 일어난다는 가설을 세웠다. 또한 이런 일이 발생하기 전에는 먼저 땅 밑 공동에서 바람이 불어들어가야 하기 때문에 지진이 발생하기 전에는 날씨가 숨이 막힐듯이 답답해진다는 이른바 지진 날씨를 통해 지진을 예지할 수 있다고 생각했다. 한편 아라비아반도에서는 이븐 시나가 지진은 땅의 융기로 발생하는 것이라고 추정했다.
한편 기원후 132년 중국 한나라 시기 학자인 장형은 최초의 지진계라고 할 수 있는 지동의를 개발했다.
17세기 경 아타나시우스 키르허는 지진은 지구 내의 수로체계 내에서 불이 움직이며 발생한다고 생각했다. 또한 마틴 리처(1638-1712)와 니콜라 르머리(1645-1715)는 지진은 지구 내의 화학적 폭발로 발생한다고 생각했다.

### 근대
1755년 리스본 지진으로 유럽에서 과학이 전반적으로 개화하던 과학혁명 시기와 맞물러 지진의 행동과 원인을 과학적으로 분석하러는 시도가 강화되었다. 대표적인 과학분석 초기 과학자로는 1757년 존 베비스와 1761년 존 미첼이 있다. 존 미첼이 지진 연구를 수행하면서 화산의 영향으로 땅 속의 수증기가 이동해 지진이 발생하고, 이 때 땅이 이동하여 지진파가 발생한다고 주장했다.
1839년 스코틀랜드 컴리에서 지진이 잇다라 발생하자 영국에서는 더 나은 지진 감지 방법을 개발하기 위한 위원회가 구성되었다. 그 결과 1842년 최초의 현대식 지진계인 제임스 데이비드 포브스의 지진계가 제작되었으며 이 물건이 데이미드 밀른-홈의 보고서에서 처음 소개되었다. 이 지진계는 일종의 거꾸로 세워진 진자로, 진자 위에 있는 종이에 연필을 올려 지진 활동 측정값을 기록했다. 밀른의 보고서에서는 이런 설계로 만든 지진계가 효율적이었는지는 불분명하다고 기록했다.
1857년부터 로버트 말레트는 현대적인 지진계측학의 토대를 마련하고 폭발물을 이용한 지진학 실험을 수행했다. 말레트는 처음으로 '지진학'(seismology)이라는 단어를 만든 사람이기도 하다.
19세기 말에는 일본의 고용 외국인이었던 존 밀린이나 제임스 알프레드 유잉이 1880년 요코하마 지진을 직접 겪으면서 1880년 최초의 지진학회인 일본지진학회가 세워지고 일본에서 지진계 및 지진학 연구가 진행되기 시작하였다.
1897년 에밀 비헤르트는 이론적인 계산을 통해 지구의 구조가 철로 된 핵과 그를 둘러싼 규산염의 맨틀로 구성되어 있다는 결론을 내렸다.

### 20세기 이후
1906년 리처드 딕슨 올드험은 지진파에서 P파와 S파, 표면파가 서로 다른 시간에 도착한다는 사실을 확인하고 지구에는 중심핵이 있다는 확실한 증거를 발견했다.
1909년에는 현대 지진학의 창시자 중 한명인 안드리야 모호로비치치가 모호로비치치 불연속면을 발견했다. 이 불연속면은 지구의 지각과 맨틀을 구분하는 일종의 경계에 해당한다. 지진파가 서로 다른 암석 밀도를 가진 암석면을 통과할 때 지진파의 속도가 달라진다는 것을 바탕으로 이 경계를 발견했다.
1910년 미국의 지진학자 해리 필딩 라이드는 1906년 미국 샌프란시스코에서 발생한 지진과 눈에 띄게 나타난 단층과의 관계를 연구하여 암석이 응력을 받다가 그 한계점을 초과할 경우 암반이 파열되어 지진이 발생한다는 탄성반발설을 주장했다.
20세기 들어 1917∼1918년경 일본의 시다 도시(志田順, 1876∼1936년)는 지진이 일어났을 때에 지면이 최초 진원에 대해 끌리는 식으로 움직였는지 밀리는 식으로 움직였는지를 지진계 기상(記象)에서 판독하여, 이를 관측점마다 지도상에 기입해 보고 규칙적인 분포를 이룬다는 것을 발견하였다. 이러한 P파 초동(初動)의 분포에는 두 가지 형이 있는데, 하나는 사상한형(四象限型), 또 하나는 진앙 부근의 원내에 한정된 형(밀린 원추형)으로, 사상한형은 단층의 생성에 의해 설명되고 후자는 진앙 부근의 지각의 침강으로 설명된다. 이와 같은 얼개를 발진기구라 한다. 그 후, 사상한형으로 초동이 분포하는 지진은 수없이 발견되어, 한때는 단층지진설(單層地震說)이 유행하였다. 이에 대하여 1934년 이시모토 미시오(石本已四雄)는 마그마 관입설(magma 貫入說)을 주창하였다. 1929년 와다치 기요(和達淸夫)는 맨틀 내에 일어나는 심발지진을 발견하였는데, 심발지진의 P파 초동분포가 있는 것은 진앙 근처가 밀리고 있다. 이시모토는 이것은 원추 내에서 미는 힘이 작용하고 있어서 그 원추가 비스듬히 지표와 교차되므로 쌍곡선이나 타원형의 초동분포의 경계가 생긴다고 생각했다. 이 메커니즘은 마그마의 관입을 연상시킨다. 위와 같이 지진의 원인으로서는 단층지진설과 마그마 관입설이 있으나, 양쪽 다 하나의 가설만으로는 완전히 설명할 수 없다.
파괴적인 강진으로 발생하는 여진에 대한 최초의 과학적인 연구는 1920년 할라파 지진 이후로 추정된다. 지진 발생 이후 80 kg 무게의 비헤르트 지진계를 철도를 통해 멕시코 할라파로 옮겼으며 이 지진게로 여러 여진을 측정했다. 이 기록을 통해 본진이 매우 얕은 지각의 단층을 따라 발생했음이 밝혀졌다.
1926년에는 헤럴드 제프리스가 지진파 연구를 통해 맨틀 아래에 있는 핵이 액체라고 최초로 주장했다.
1937년 잉에 레만이 지구의 액체 외핵 안에 고체의 내핵이 있다는 사실을 처음으로 밝혀냈다.

## 개요
심화적으로 살펴보면 지진에 대한 연구로서 지진의 영향 뿐만이 아니라 해일, 화산, 지각변동, 해양, 대기, 인공적인 지진(지하에서의 대규모 폭발, 지하수의 대량사용으로 인한 내부붕괴)에 대한 연구도 병행되고 있으며 또한 지진파의 궤적을 통해 행성 내부의 구조를 연구하고 있다. 특히 행성 내부 연구에 대한 데이터는 천문학과 결합하여 행성에서 관측되는 진동 데이터를 바탕으로 해당 천체의 내부구조를 연구하는 항목과 연계되고 있다.
대한민국에서는 단독적인 학문으로 자리잡기 보다는 지질학의 하위분류로 자리잡고 있으며 지진공학에 대한 연구와 함께 주로 이루어지고 있으며 연구소나 관측소에서 제공하는 정보보다는 대학에서 학문적 연구가 이루어지고 있으며 정부 기관부서로는 기상청에서 주로 다루고 있다.

## 지진발생물리학
지진발생물리학은 지진(단층 파괴)을 물리적 현상으로 간주하고 상세하게 분석하고 그 메커니즘을 해명하는 학문이다. 지진학 분야의 한개이다.

## 같이 보기
- 존 미첼
- 휴고 베니오프

## 참고 문헌
- Allaby, Ailsa; Allaby, Michael, 편집. (2003). 《Oxford Dictionary of Earth Sciences》 Seco판. Oxford University Press.
- Ben-Menahem, Ari (1995), “A Concise History of Mainstream Seismology: Origins, Legacy, and Perspectives” (PDF), 《Bulletin of the Seismological Society of America》 85 (4): 1202–1225, 2016년 3월 4일에 원본 문서 (PDF)에서 보존된 문서, 2023년 5월 16일에 확인함
- Bath, M. (1979). 《Introduction to Seismology》 Seco, Revis판. Basel: Birkhäuser Basel. ISBN 9783034852838.
- Davison, Charles (2014). 《The founders of seismology》. ISBN 9781107691490.
- Ewing, W. M.; Jardetzky, W. S.; Press, F. (1957). 《Elastic Waves in Layered Media》. McGraw-Hill Book Company.
- Gubbins, David (1990). 《Seismology and Plate Tectonics》. Cambridge University Press. ISBN 978-0-521-37141-4.
- Hall, Stephen S. (2011). “Scientists on trial: At fault?”. 《Nature》 477 (7364): 264–269. Bibcode:2011Natur.477..264H. doi:10.1038/477264a. PMID 21921895. S2CID 205067216.
- Kanamori, Hiroo (2003). 《Earthquake prediction: An overview》 (PDF). International Handbook of Earthquake and Engineering Seismology 81B. International Association of Seismology & Physics of the Earth's Interior. 1205–1216쪽. 2013년 10월 24일에 원본 문서 (PDF)에서 보존된 문서.
- Lay, Thorne, 편집. (2009). 《Seismological Grand Challenges in Understanding Earth's Dynamic Systems》 (PDF). Report to the National Science Foundation, IRIS consortium.
- Schulte, Peter; Laia Alegret; Ignacio Arenillas; José A. Arz; Penny J. Barton; Paul R. Bown; Timothy J. Bralower; Gail L. Christeson; Philippe Claeys; Charles S. Cockell; Gareth S. Collins; Alexander Deutsch; Tamara J. Goldin; Kazuhisa Goto; José M. Grajales-Nishimura; Richard A. F. Grieve; Sean P. S. Gulick; Kirk R. Johnson; Wolfgang Kiessling; Christian Koeberl; David A. Kring; Kenneth G. MacLeod; Takafumi Matsui; Jay Melosh; Alessandro Montanari; Joanna V. Morgan; Clive R. Neal; Douglas J. Nichols; Richard D. Norris; Elisabetta Pierazzo; Greg Ravizza; Mario Rebolledo-Vieyra; Wolf Uwe Reimold; Eric Robin; Tobias Salge; Robert P. Speijer; Arthur R. Sweet; Jaime Urrutia-Fucugauchi; Vivi Vajda; Michael T. Whalen; Pi S. Willumsen (2010년 3월 5일). “The Chicxulub Asteroid Impact and Mass Extinction at the Cretaceous-Paleogene Boundary”. 《Science》 327 (5970): 1214–1218. Bibcode:2010Sci...327.1214S. doi:10.1126/science.1177265. ISSN 1095-9203. PMID 20203042. S2CID 2659741. 2010년 3월 5일에 확인함.
- Shearer, Peter M. (2009). 《Introduction to Seismology》 Seco판. Cambridge University Press. ISBN 978-0-521-70842-5.
- Stein, Seth; Wysession, Michael (2002). 《An Introduction to Seismology, Earthquakes and Earth Structure》. Wiley-Blackwell. ISBN 978-0-86542-078-6.
- Wen, Lianxing; Helmberger, Donald V. (1998). “Ultra-Low Velocity Zones Near the Core-Mantle Boundary from Broadband PKP Precursors” (PDF). 《Science》 279 (5357): 1701–1703. Bibcode:1998Sci...279.1701W. doi:10.1126/science.279.5357.1701. PMID 9497284.
- 이기화 (2016년 10월 30일).  박상준, 편집. 《모든 사람을 위한 지진 이야기》 1판. 서울: 사이언스북스. ISBN 978-89-8371-730-6.